# 阿欽斯克區

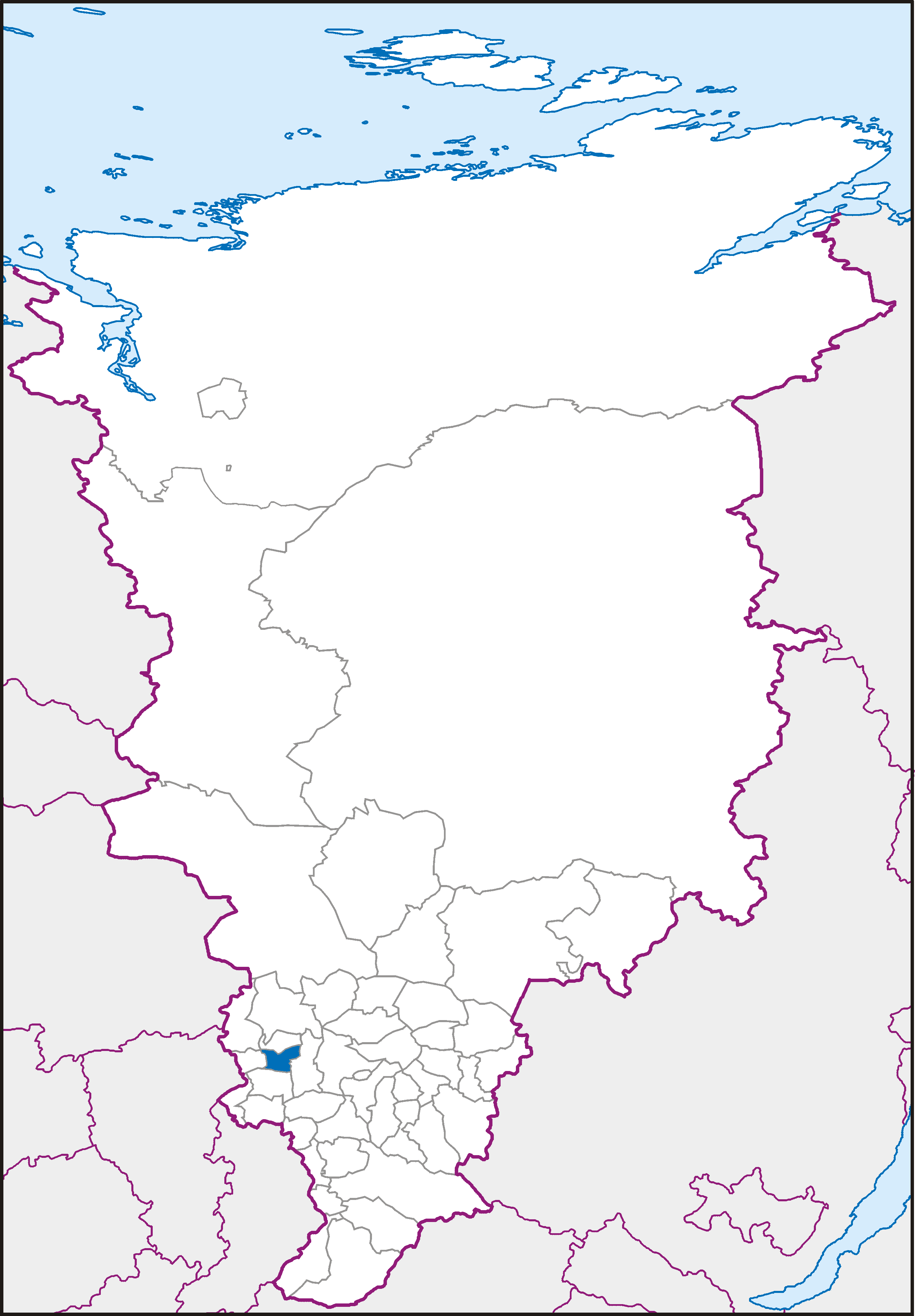

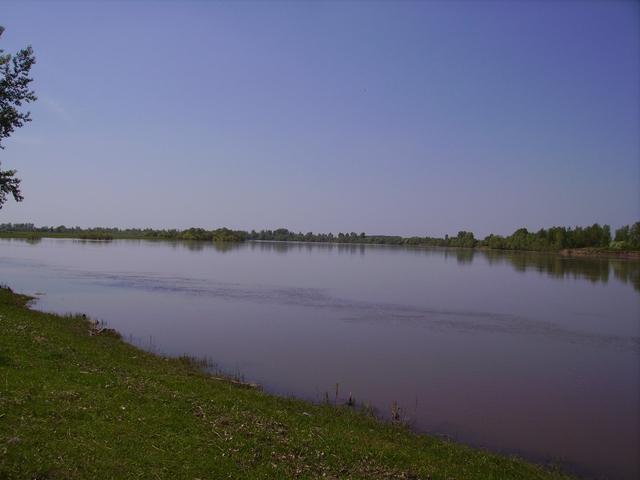

56°15′N 90°30′E / 56.250°N 90.500°E
阿欽斯克區（俄语：Ачинский район），是俄羅斯的一個區，位於該國中部，由克拉斯諾亞爾斯克邊疆區負責管轄，始建於1924年4月4日，面積2,534平方公里，2010年人口15,870，人口密度每平方公里6.26人。